# Train du Bas-Berry
| Zug mit Lok 11 in Heugnes |                     |                 |                 |
| Spurweite: | 1000 mm (Meterspur) |                 |                 |
| |                     |                 |                 |
| \| \| 234,688 \| Valençay \| Valençay \| \| \| 240,655 \| La Gauterie \| La Gauterie \| \| \| 245,128 \| Modon \| (13 m) \| \| \| 240,655 \| Luçay-le-Mâle \| Luçay-le-Mâle \| \| \| 249,050 \| La Foulquetière \| La Foulquetière \| \| \| 254,000 \| Écueillé \| Écueillé \| \| \| 263,000 \| Heugnes \| Heugnes \| \| \| 263,000 \| Pellevoisin \| Pellevoisin \| \| \| 271,158 \| Juscop \| Juscop \| \| \| 273,000 \| Argy \| Argy \| |                     |                 |                 |
| Bahnhof | 234,688             | Valençay        | Valençay        |
| ehemaliger Haltepunkt / Haltestelle | 240,655             | La Gauterie     | La Gauterie     |
| Brücke über Wasserlauf | 245,128             | Modon           | (13 m)          |
| Bahnhof | 240,655             | Luçay-le-Mâle   | Luçay-le-Mâle   |
| Haltepunkt / Haltestelle | 249,050             | La Foulquetière | La Foulquetière |
| Bahnhof | 254,000             | Écueillé        | Écueillé        |
| Bahnhof | 263,000             | Heugnes         | Heugnes         |
| Haltepunkt / Haltestelle | 263,000             | Pellevoisin     | Pellevoisin     |
| Haltepunkt / Haltestelle | 271,158             | Juscop          | Juscop          |
| Kopfbahnhof Streckenende | 273,000             | Argy            | Argy            |

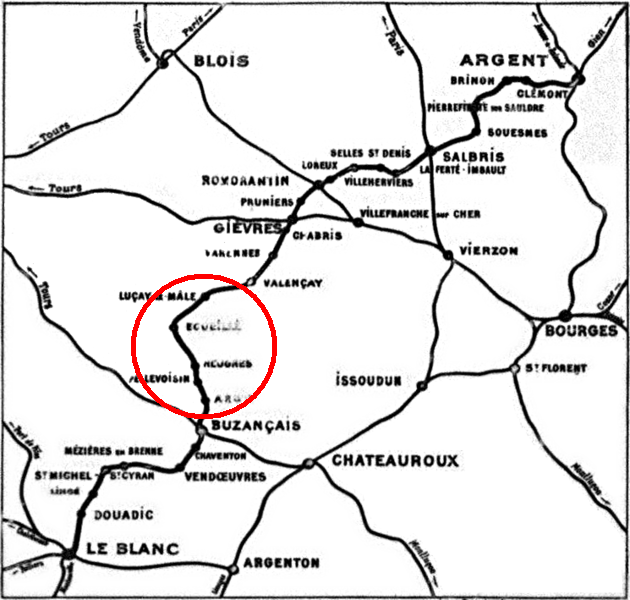
Streckenverlauf des B.A. (Museumsabschnitt rot markiert)

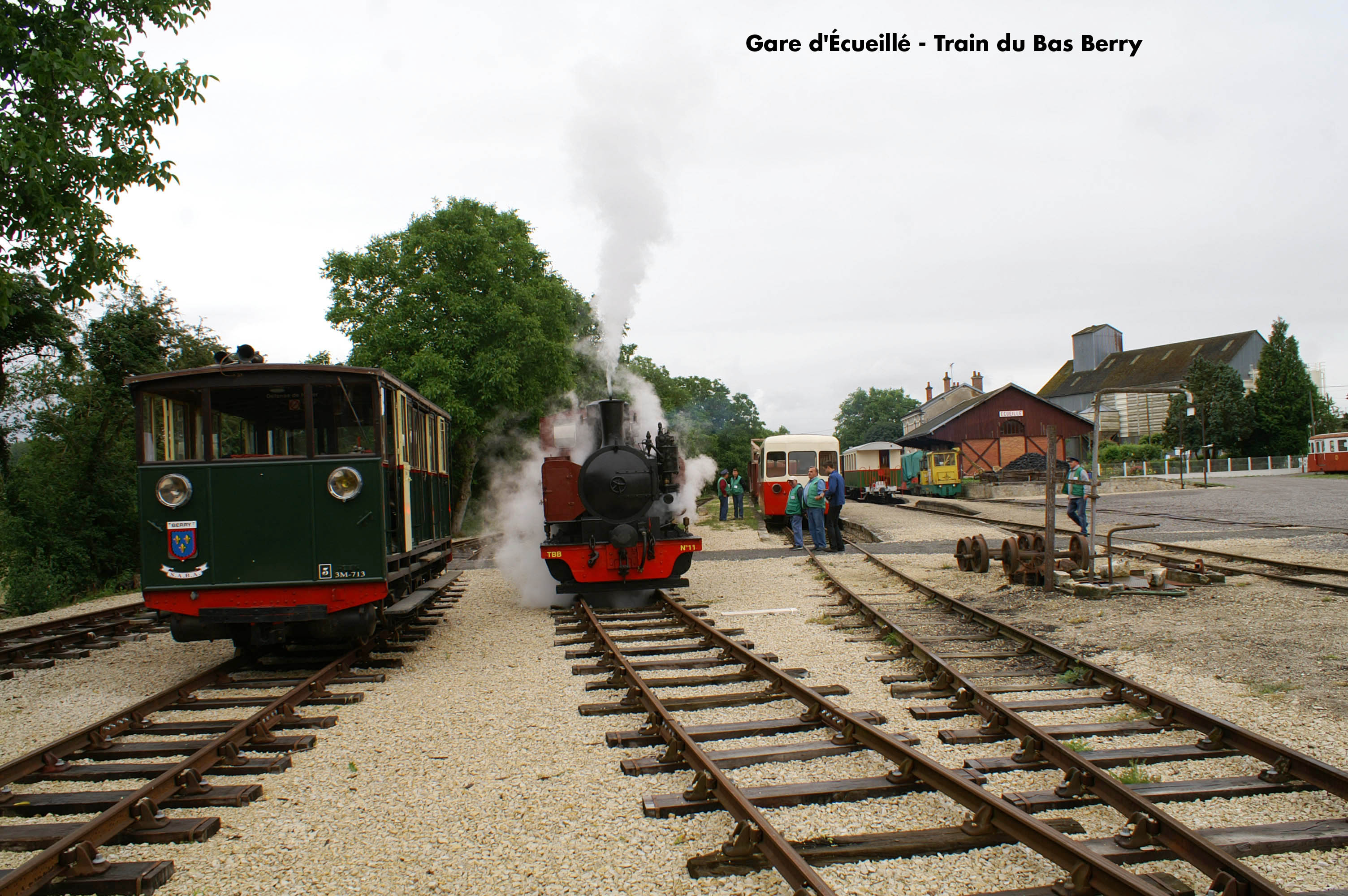
Dampf- und Dieselbetrieb im Bahnhof Écueillé

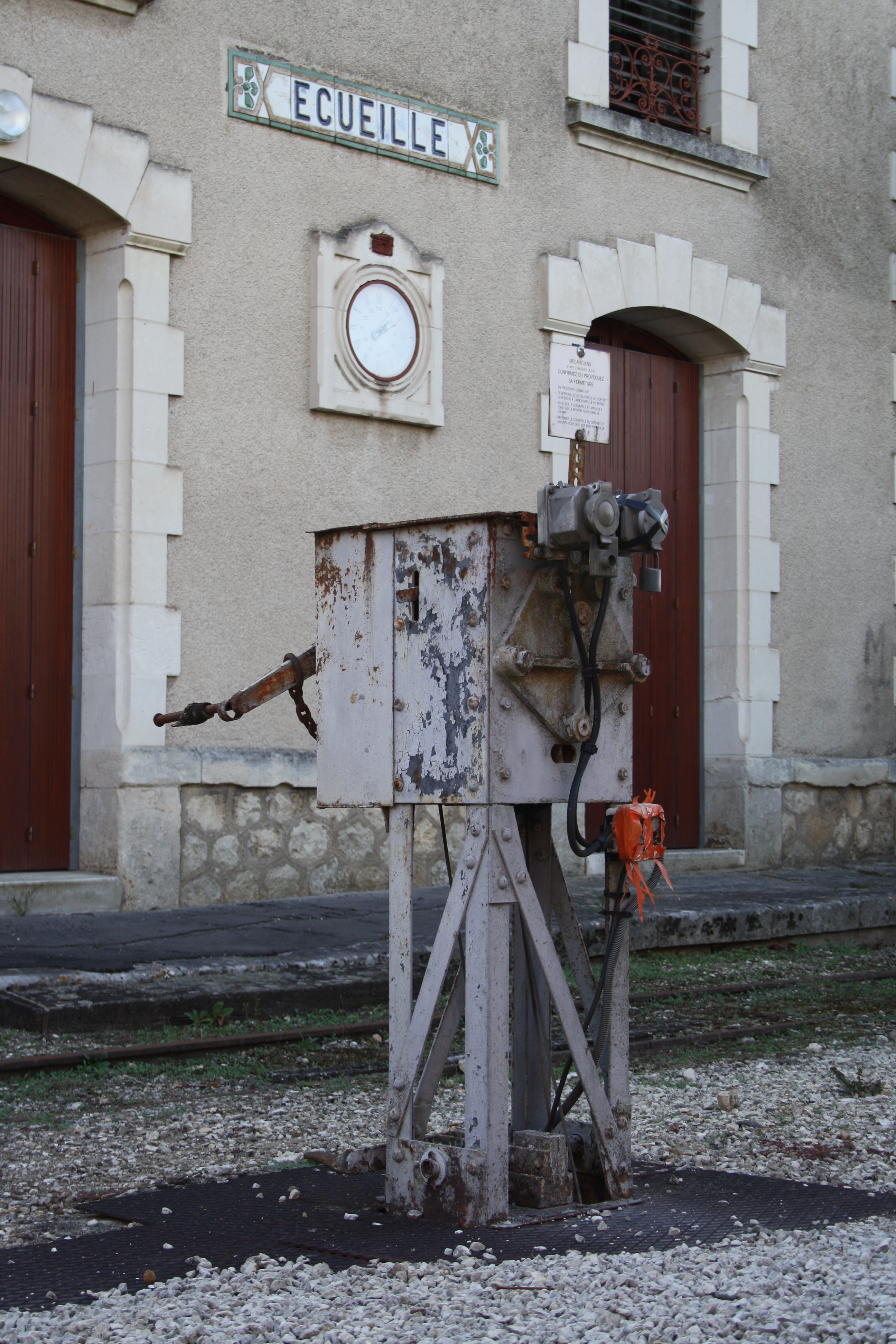
Schrankenkurbel im Bahnhof Écueillé

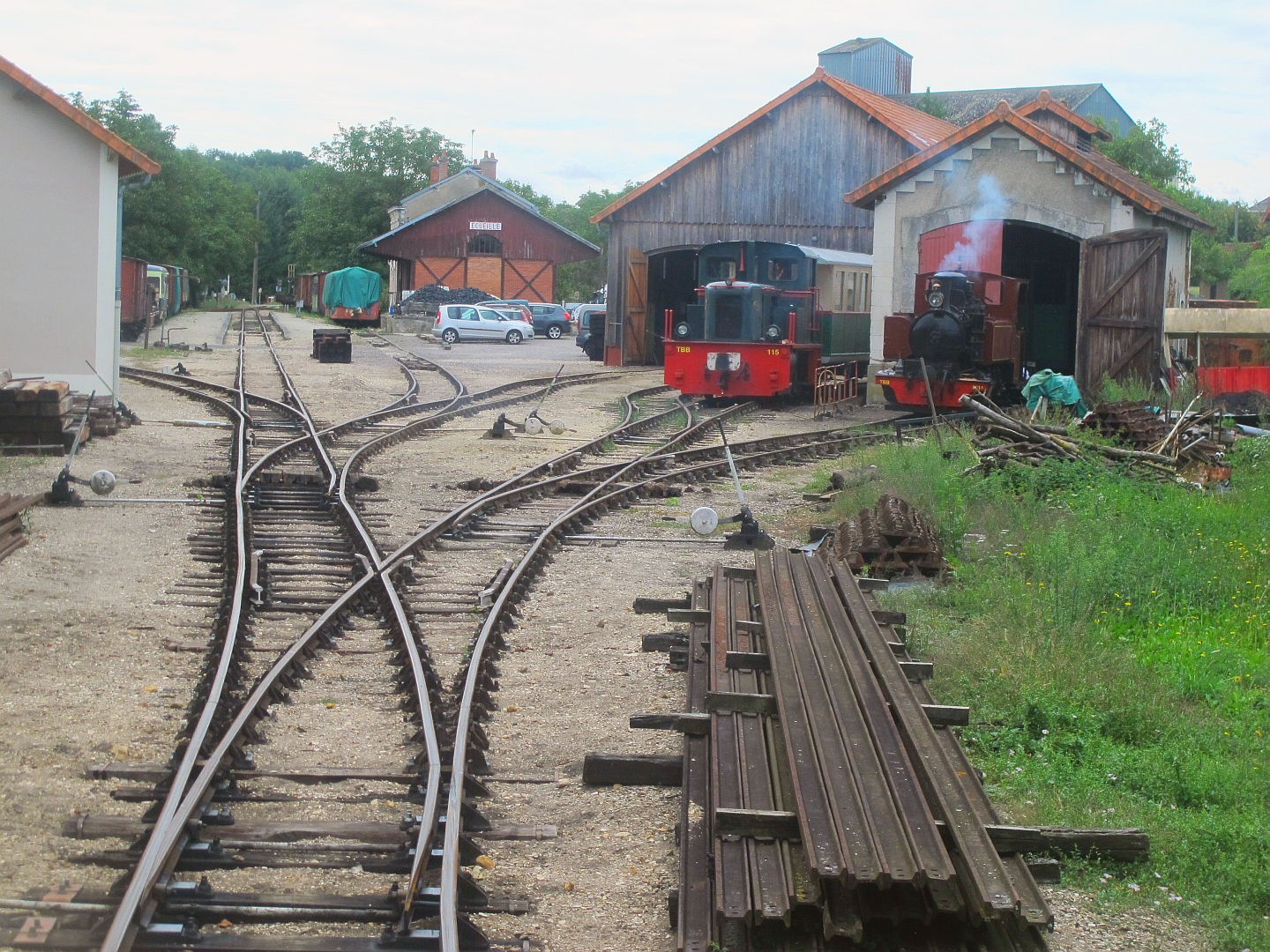
Gleisanlagen in Écueillé, mittig die bei Deutz gebaute 56115

Der Train du Bas-Berry ist eine Museumseisenbahn in Frankreich. Sie befährt ein unter Denkmalschutz stehendes Teilstück der ehemaligen Bahnstrecke von Le Blanc nach Argent-sur-Sauldre, dem Chemin de fer du Blanc-Argent (B.A.). Die Spurweite beträgt 1000 mm (Meterspur).

## Geschichte
Die schmalspurige Strecke von Le Blanc nach Argent wurde  in den Jahren 1901/1902 in vier Etappen eröffnet. Aktuell wird nur noch der mittlere Abschnitt von Valençay über Romorantin nach Salbris betrieben. Der 1988 stillgelegte Abschnitt von Argy nach Luçay-le-Mâle wurde vor dem Abriss bewahrt und unter Denkmalschutz gestellt.
1989 wurde für den musealen Erhalt und die touristische Nutzung dieses Abschnitts die Société d'Animation du Blanc Argent (SABA) gegründet. Erstes Ziel war, die Strecke von Wildwuchs zu befreien und den Abbau der Gleise zu verhindern. Die anliegenden Gemeinden erwarben das Bahngelände. In acht Jahren Arbeit wurden auf 27 km Strecke 12.000 Schwellen ausgewechselt. 2003 war erstmals ein touristischer Zugverkehr möglich.

## Strecke
Die Museumsbahn befindet sich in der zentralfranzösischen Landschaft Berry, im Département Indre der Region Centre-Val de Loire. Ohne nennenswerte Höhenunterschiede zu überwinden verläuft sie von Argy in nordwestlicher Richtung bis zu ihrem Betriebsmittelpunkt Écueillé. Dort wendet sie sich nach Nordosten und erreicht nach insgesamt ca. 32 km den Endpunkt Luçay-le-Mâle. Die weiterführende Strecke nach Valençay dient als Betriebsgleis ohne regulären Verkehr.

## Fahrzeugpark

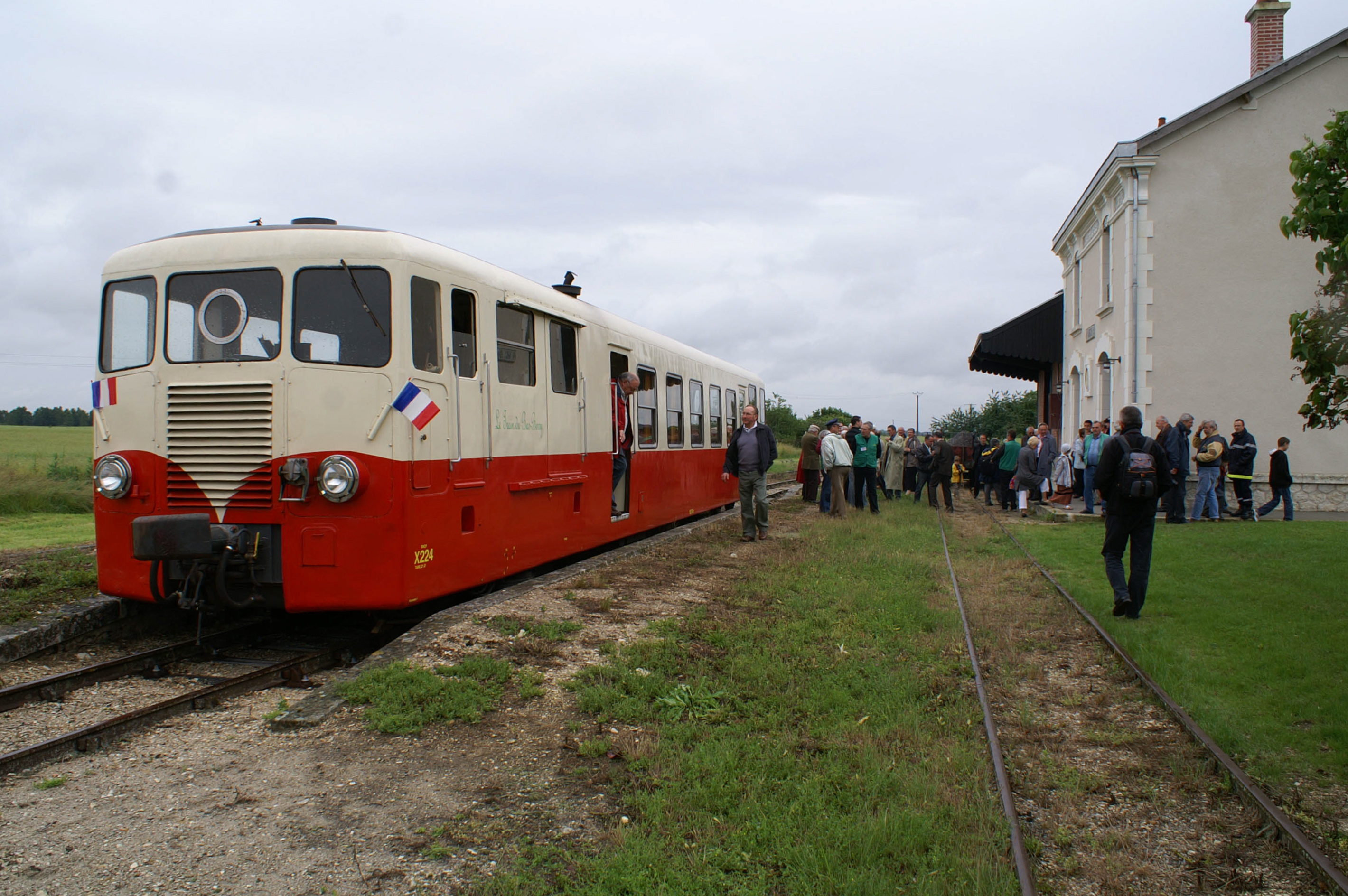
Triebwagen X 224 in Argy

Von den drei vorhandenen Dampflokomotiven kommt Nr. 11, eine B-gekuppelte zweiachsige Tenderlok aus dem Jahr 1921 zum Einsatz. Alternativ verkehren Dieseltriebwagen, von denen SNCF X 224 im Jahr 1951 direkt an den B.A. geliefert wurde. SNCF X 205 (Baujahr 1947) und SNCF X 211 (Baujahr 1951) kamen 1967 zum B.A. Von den drei einsatzfähigen Diesellokomotiven stammen zwei von den Euskirchener Kreisbahnen. Sie wurden bei 1955 bei Deutz gebaut. Fahrfähig sind ferner aine Draisine, ein Beiwagen (für Triebwagen), fünf Personen- und zwei Güterwagen.

### Dampflokomotiven
- B-gekuppelte Tenderlokomotive 020T Nr. 11, 1921 als Nr. 1589 bei Corpet Louvet gebaut, vormals Chemin de Fer de la Baie de Somme
- D-gekuppelte Tenderlokomotive 040T Nr. 24, 1923 als Nr. 1616 bei Corpet Louvet gebaut, vormals Chemin de Fer du Vivarais, in Aufarbeitung
- C-gekuppelte Tenderlokomotive 030T Nr. 103, 1905 als Nr. 167 bei Pinguely gebaut, (167/1905), vormals Chemins de fer du Morbihan, in Aufarbeitung.

### Diesellokomotiven und Draisinen
- Kleindiesellokomotive 56115, 1955 bei Deutz gebaut, vormals Euskirchener Kreisbahnen, für Doppeltraktion mit 56116
- Kleindiesellokomotive 56116, 1955 bei Deutz gebaut, vormals Euskirchener Kreisbahnen, für Doppeltraktion mit 56115
- Kleindiesellokomotive 3162, 1945 bei Brookville gebaut, vormals Regierung der USA, Motor: Deutz
- Draisine 713, 1930 bei Renault gebaut, vormals SNCF, umgespurt

### Verbrennungstriebwagen und Beiwagen
- Triebwagen 193 (SNCF X 205), 1947 bei De Dion-Bouton gebaut, vormals SNCF, seit 1967 B.A.
- Triebwagen SNCF X 224, 1951 bei SCF Verney gebaut, direkt an den B.A. geliefert, Motor: MAN
- Triebwagen SNCF X 211, 1951 bei SCF Verney gebaut, vormals PO und SNCF, 1967 an B.A.
- Triebwagen SNCF XR 701, 1951 bei SCF Verney gebaut, direkt an den B.A. geliefert

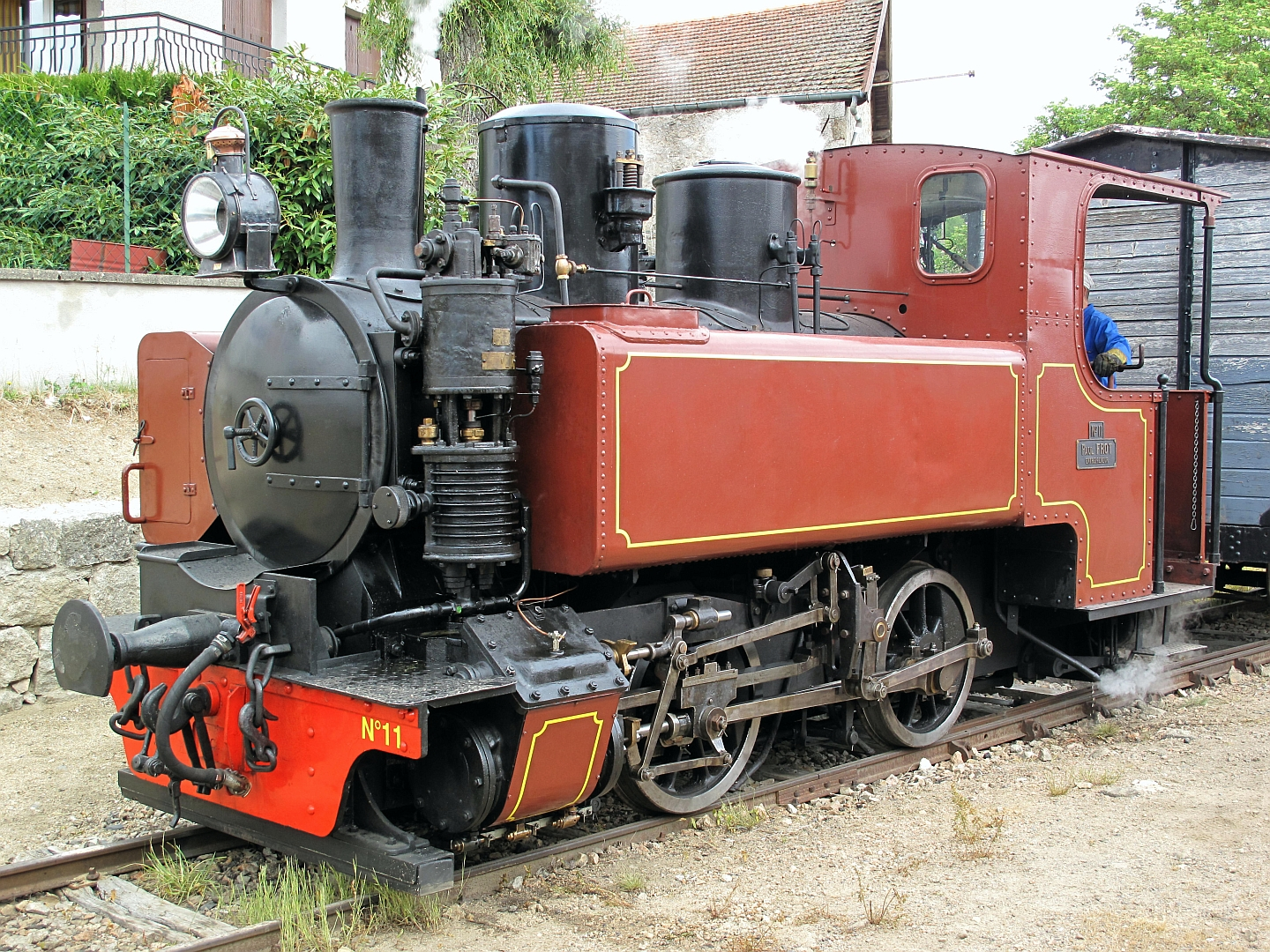
Lokomotive 11 (bei der Museumsbahn Voies Ferrées du Velay in Tence)
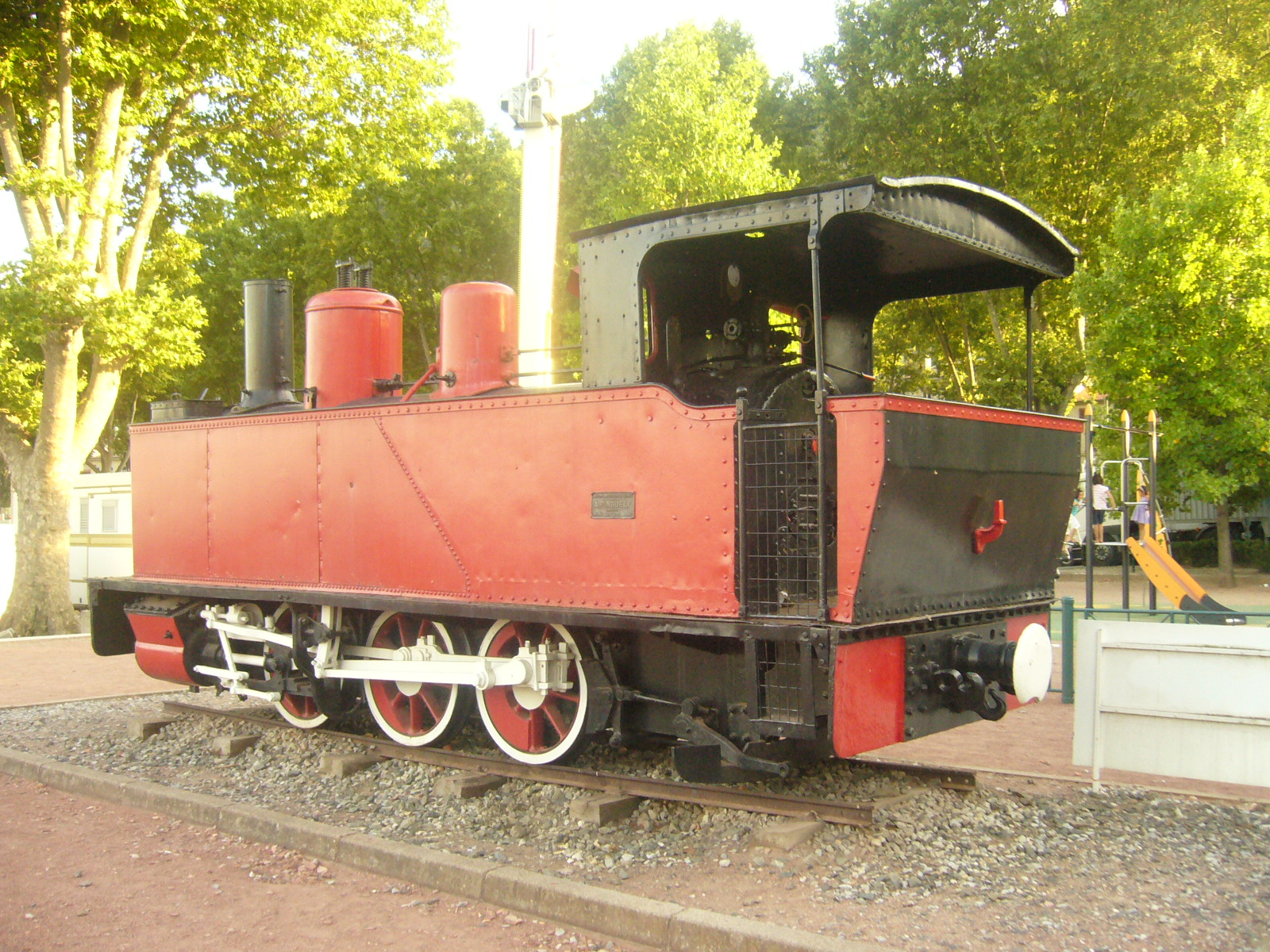
Lokomotive 103 als Denkmal in Tournon-sur-Rhône
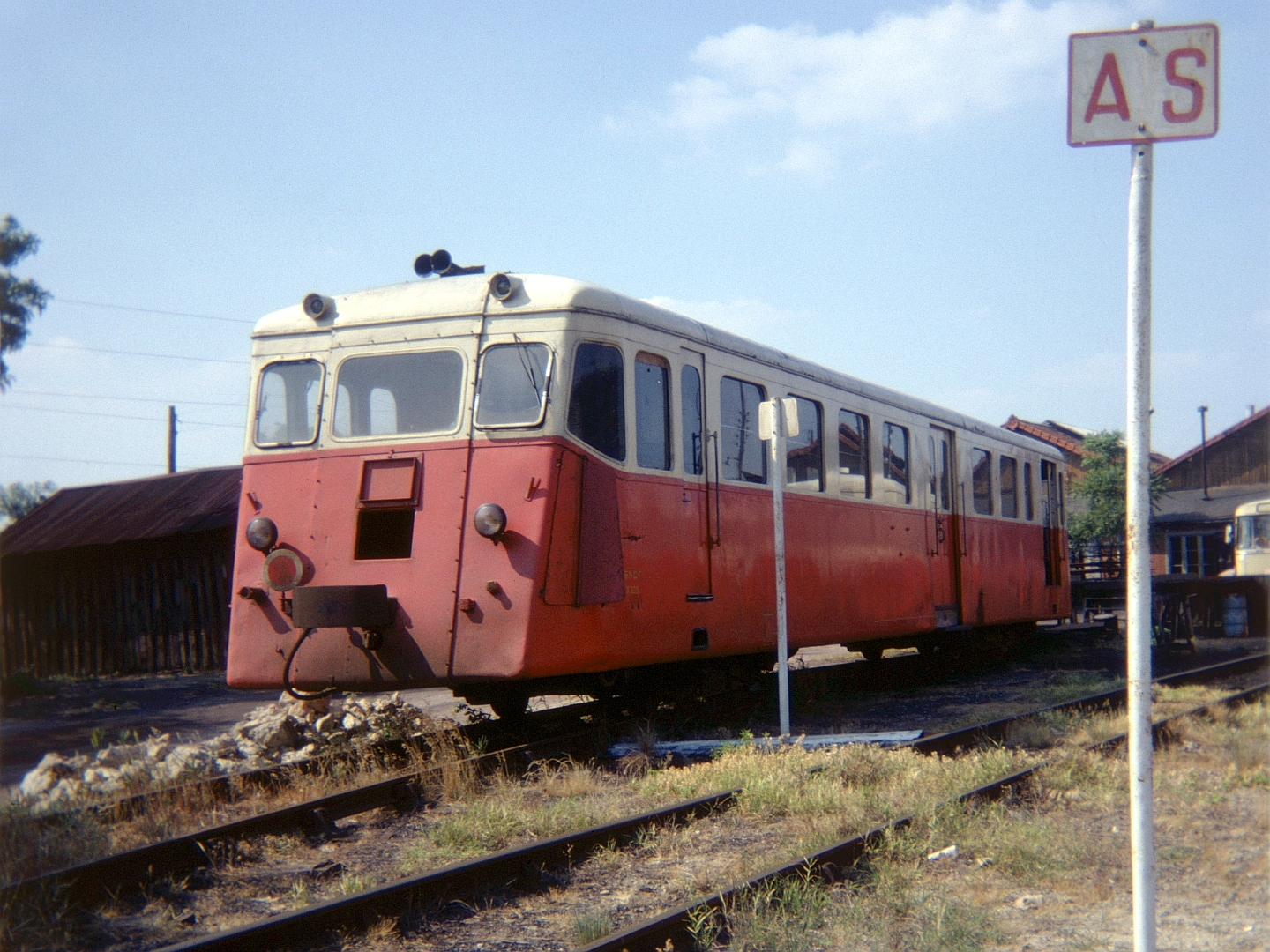
Triebwagen X 205 in Romorantin, 1976

## Betrieb
Die Museumsbahn wird von Mai bis September betrieben. Die Fahrten beginnen jeweils in Écueillé und führen nach Argy oder Luçay-le-Mâle und zurück. Es wird jeweils nur entweder ein Dampf- oder ein Dieselzug eingesetzt. Fahrttage sind vorwiegend Sonntage, in der Hauptsaison wird auch mittwochs gefahren. Die Fahrpreise (jeweils Personen über 12 Jahre) belaufen sich von 6 Euro für die Strecke Écueillé–La Foulquetière bis 15 Euro für Écueillé–Argy, Kinder zahlen 33 bis 50 % weniger.